# Ноа Бек
Ноа Тимоти Бек (енгл. Noah Timothy Beck; Пиорија, 4. мај 2001) амерички је инфлуенсер, фудбалер и предузетник. Познат је по свом садржају на платформи TikTok. Године 2023. основао је бренд доњег веша IPHIS.

## Биографија
Рођен је 4. маја 2001. у Пиорији. Током 2019. уписао је Универзитет у Портланду.  Током пандемије ковида 19 напустио је студије.
Током 2020. и карантина поводом ковида 19, почео је да објављује видее на платформи TikTok. У року од месец дана видеи су му постали вирални. У септембру 2020. ушао је у везу с Дикси Д’Амелио. Раскинули су крајем 2022. Изјавио је да је обожавалац Манчестер јунајтеда и Кристијана Роналда.